# Enchanted Portals
Enchanted Portals es un videojuego de plataformas desarrollado y publicado por Xixo Games Studio. Se lanzó el 5 de septiembre de 2023 para Microsoft Windows, el 8 de septiembre de 2023 para PlayStation 5 y Xbox Series X/S, y el 1 de noviembre para PlayStation 4, Xbox One y Nintendo Switch. El juego generó comparaciones con el juego de plataformas Cuphead de 2017, con quien comparte su jugabilidad y estilo visual, y recibió críticas en gran medida negativas.

## Gameplay
Enchanted Portals es un juego de plataformas en 2D en el que los jugadores asumen el papel de Bobby y Penny, magos novatos atrapados entre dimensiones después de un accidente que involucra un libro mágico.  El juego se puede jugar solo o cooperativo. Enchanted Portals consta de etapas de plataformas divididas por peleas contra jefes, y los jugadores pueden utilizar varios potenciadores mágicos para ayudarlos a superar los desafíos. Estos potenciadores incluyen tres tipos de ataques con hechizos, una burbuja protectora para bloquear un ataque y la capacidad de deslizar ciertos obstáculos con la varita del personaje jugable. Algunos niveles de jefes también agregan ciertos cambios en la jugabilidad o la configuración.
Los jugadores tienen cuatro puntos de vida en los niveles, y su zona de vida se muestra en la parte superior de la pantalla. Las zonas de impacto de los jugadores están representadas por los rostros de Bobby y Penny, cuyas expresiones cambian cada vez que reciben un golpe. Al derrotar a ciertos enemigos en las etapas de plataformas, a veces aparecerá un corazón, que puede dar a los jugadores un punto de vida adicional si entran en contacto con él.

## Trama
Mientras Bobby y Penny hacen las tareas del hogar, el primero accidentalmente tira un libro de un estante. Cuando los dos lo miran, ven instrucciones para crear un portal y siguen los pasos para crear uno. Sin embargo, el portal que crean Bobby y Penny termina succionando a los dos que están dentro, junto con su gato y el libro mágico, que pronto cobra vida.
Bobby y Penny exploran una variedad de mundos diferentes, incluido un bosque con un hotel encantado, una nave espacial pilotada por una vaca cyborg, una isla con un templo, un castillo con ranas y un pueblo poblado de gallos. Mientras atraviesan todas estas dimensiones, luchan contra los habitantes hostiles de los mundos y buscan el libro mágico sensible.
Después de atravesar todos los mundos, Bobby y Penny terminan en un agujero de gusano, donde el libro mágico intenta matarlos a los dos con sus hechizos. Después de que Bobby y Penny finalmente derrotan al libro mágico en la batalla, regresan a casa justo cuando llega un mago mayor (presumiblemente su cuidador). Más tarde, el libro de magia le cuenta a otro libro (probablemente su padre) sobre lo que Bobby y Penny le hicieron, insinuando que este último libro podría buscar represalias contra los dos magos.

## Desarrollo
En octubre de 2019, Xixo Games Studio, un equipo de desarrollo español de dos personas, anunció que planeaban financiar Enchanted Portals a través de una campaña de Kickstarter. Después de un retraso debido a negociaciones con un posible editor, la campaña se lanzó en 2020. Kickstarter no logró alcanzar su objetivo de €.
Enchanted Portals se lanzó el 5 de septiembre de 2023 para Windows a través de Steam y Epic Games Store, y tres días después para PlayStation 5 y Xbox Series X y S. El 29 de septiembre se lanzó un lanzamiento físico de la versión de PlayStation 5 denominada Tales Edition.  El juego se lanzó en Nintendo Switch el 1 de noviembre de 2023.

## Recepción
Se lanzó un avance del juego en YouTube y Twitter el 8 de octubre de 2019. Los espectadores compararon negativamente el juego con su inspiración, Cuphead.
Tras su lanzamiento, Enchanted Portals recibió una serie de críticas negativas, y el agregador de reseñas Metacritic resumió la recepción crítica de la versión de PlayStation 5 como "generalmente desfavorable".  Jaz Sagoo de COGconnected criticó los controles imprecisos del juego, la dificultad desigual, la falta de diseño de sonido y, a veces, la estética inconsistente, pero señaló que casi captura el estilo artístico de la década de 1930 en general. Al escribir para WellPlayed, Kieran Stockton expresó críticas similares, calificando el juego como una "imitación de Cuphead al estilo Aldi" y dándole una calificación general de "mala". Joey Rambles de Cultured Vultures revisó el juego más favorablemente después de haber jugado una demostración previa al lanzamiento y afirmó que Enchanted Portals era frustrante pero también gratificante, pero revisó su impresión después del lanzamiento del juego y notó que principalmente fallaba donde divergió de Cuphead. En OpenCritic, la recepción por parte de los principales críticos es "débil", ya que menos del 10% de los críticos generales lo recomiendan.